# 世宗抱川高速道路
世宗抱川高速道路（セジョンポチョンこうそくどうろ、29号線）は世宗特別自治市からソウル特別市を経て京畿道抱川市の間を結ぶ予定の高速国道である。支線として世宗特別自治市から忠清北道清州市まで至る五松支線（オソンしせん、292号線）を持つ。

## 概要
世宗から九里までの区間と、九里から抱川までの区間がそれぞれ別の事業で進行されていたものの、事業中に合併し一つの路線として新たな南北の路線として計画された。
世宗～ソウル間の構想が初めて登場したのは2004年で、当時京釜高速道路の新たなバイパス路線として、別名として第二京釜高速道路（제2경부고속도로）として2007年正式に構想された路線に基づく。2005年、行政首都として開発を予定していた世宗特別自治市への高速道路路線として構想が変形、事業名ソウル世宗高速道路（서울세종고속도로）として計画された。しかし南漢山城付近のトンネル貫通問題などで事業が進行されずまま残られていた。
九里～抱川間は別の事業として計画された路線で、2008年最初に高速国道19号九里抱川高速道路として指定されたことに基づく。この路線に世宗～ソウル区間、九里とソウルでの接続区間を合わせ、2016年正式に高速国道29号世宗抱川高速道路として指定されて現在の計画が成立した。
2017年九里～抱川間が先に開通されて、蘇屹JCTから分岐する支線（蘇屹JCT～楊州IC）を持っていたが、2021年書類上で首都圏第二循環高速道路に支線区間が編入された。世宗～九里間は安城～九里間が2025年1月1日に先行開通、残りの世宗～安城間は2027年目安として整備中である。

### 路線データ
- 起点：世宗特別自治市将軍面（仮称・世宗IC）
  - 開通区間は京畿道安城市金光面（南安城JCT）から
- 終点：京畿道抱川市新北面（新北IC）
- 五松支線は世宗特別自治市全東面（仮称・世宗JCT）～忠清北道清州市興徳区五松邑
- 全長：本線116.6km（計画173.0km）、五松支線計画6.2km
- 管理会社
  - ソウル北部高速道路株式会社（南九里～新北、2017年～2047年）
  - 韓国道路公社（世宗～南九里）
- 制限最高速度
  - 南安城JCT～龍仁JCT：120 km/h
  - 龍仁JCT～広南IC：110 km/h
  - 広南IC～新北IC：100 km/h
- 制限最低速度：50 km/h
- 車線数
  - 南安城JCT～蘇屹JCT：6車線
  - 蘇屹JCT～新北IC：4車線

## 沿革
- 2008年11月17日 高速国道19号九里抱川高速道路を新たに指定[2]
- 2012年5月31日 「九里～抱川高速道路」民間投資事業の実施計画が承認とともに着工[4]
- 2016年10月19日 高速国道19号九里抱川高速道路の路線番号や起点、経由地を調整し、高速国道29号世宗抱川高速道路として指定[3]（但し世宗～安城間は経由地未定のため記載省略）
- 2017年6月30日 南九里IC～新北IC間、蘇屹JCT～楊州IC間開通[5]
- 2019年10月11日 世宗～安城間の経由地確定や五松支線の計画確定により、高速国道29号世宗抱川高速道路の経由地を調整するとともに高速国道292号世宗抱川高速道路五松支線を新たに指定[6]
- 2021年9月7日 29号線の中、支線であった蘇屹JCT～楊州IC間を正式に高速国道400号首都圏第二循環高速道路の一部として指定し、29号の指定から解除[7]
- 2025年1月1日 南安城JCT～南九里IC間開通[8]
  - 2月25日、京畿道安城市で世宗抱川高速道路橋崩落事故（中国語版、朝鮮語版）が起きた[9]。

## 道路状況

### 交通量
24時間交通量（台） 交通量統計年報（随時統計）
| 区間                  | 2017年 | 2020年 | 2022年 |
| --------------------- | ------ | ------ | ------ |
| 南九里IC - 中浪IC     | 37,948 | 52,399 | 64,289 |
| 中浪IC - 南別内IC     | 58,174 | 68,056 | 70,928 |
| 南別内IC - 東議政府IC | 46,285 | 62,922 | 70,226 |
| 東議政府IC - 民楽IC   | 48,396 | 63,882 | 75,332 |
| 民楽IC - 蘇屹IC       | 43,665 | 56,412 | 61,470 |
| 蘇屹IC - 蘇屹JCT      | 36,734 | 49,578 | 56,552 |
| 蘇屹JCT - 先壇IC      | 49,767 | 46,785 | 44,024 |
| 先壇IC - 抱川IC       | 31,887 | 35,030 | 34,945 |
| 抱川IC - 新北IC       | 18,447 | 22,210 | 28,637 |

## インターチェンジなど

### 本線
- ハイパス専用のインターチェンジ（HIC）は背景色     で示す。施設名欄の背景色が     である部分は施設が供用されていない、または完成していないことを示す。

| IC 番号                           | 施設名                    | 施設名                               | 接続路線名                                                                           | 起点 から (km) | 備考                                                  | 所在地              | 所在地              |
| 事業中                            | 事業中                    | 事業中                               | 事業中                                                                               | 事業中         | 事業中                                                | 事業中              | 事業中              |
| --------------------------------- | ------------------------- | ------------------------------------ | ------------------------------------------------------------------------------------ | -------------- | ----------------------------------------------------- | ------------------- | ------------------- |
| 11                                | 南安城JCT                 | 남안성 분기점                        | 高速国道40号平沢堤川線                                                               | 56.4           |                                                       | 京畿道              | 安城市              |
| 12                                | 安城マッチュムIC          | 안성맞춤 나들목                      | 国道38号（西東大路）                                                                 | 61.5           |                                                       | 京畿道              | 安城市              |
| SA 13                             | 古三湖水SA 古三ハイパスIC | 고삼호수 휴게소 고삼 하이패스 나들목 | 安城市道13号（泥田鳳山キル）                                                         | 68.5           |                                                       | 京畿道              | 安城市              |
| 14                                | 南龍仁IC                  | 남용인 나들목                        | 地方道318号（二遠路）                                                                | 77.2           | 事業中                                                | 京畿道              | 龍仁市              |
| 15                                | 龍仁JCT                   | 용인 분기점                          | 高速国道50号嶺東線                                                                   | 88.5           |                                                       | 京畿道              | 龍仁市              |
| 16                                | 北龍仁JCT                 | 북용인 분기점                        | 高速国道400号首都圏第二循環線                                                        | 91.0           | 東灘方面と抱川方面との連絡のみ                        | 京畿道              | 龍仁市              |
| 17                                | 北龍仁IC                  | 북용인 나들목                        | 国家支援地方道57号                                                                   | 99.2           |                                                       | 京畿道              | 龍仁市              |
| SA                                | 処仁SA                    | 처인 휴게소                          |                                                                                      | 100.2          |                                                       | 京畿道              | 龍仁市              |
| 18                                | 五浦（世宗）IC            | 오포(세종) 나들목                    | 国道43号（圃隠大路）                                                                 | 101.5          | 方面表記（世宗・抱川）で料金所・標示分離              | 京畿道              | 龍仁市              |
| 18                                | 五浦（抱川）IC            | 오포(포천) 나들목                    | 国道43号（圃隠大路）                                                                 | 102.4          | 方面表記（世宗・抱川）で料金所・標示分離              | 京畿道              | 広州市              |
| 19                                | 広南IC                    | 광남 나들목                          | 国道3号（城南利川路、自動車専用道路）                                                | 107.9          |                                                       | 京畿道              | 広州市              |
| 20                                | 西河南JCT                 | 서하남 분기점                        | 高速国道100号首都圏第一循環線                                                        | 120.9          | 世宗方面は料金所付き（広岩TG） 河南方面との連絡は不可 | 京畿道              | 河南市              |
| TG                                | 河南甘北TG                | 하남 감북 요금소                     |                                                                                      | 121.8          | 本線料金所                                            | 京畿道              | 河南市              |
| 21                                | 草二IC                    | 초이 나들목                          | 河南市道191号（甘草路）                                                              | 122.2          |                                                       | 京畿道              | 河南市              |
| 22                                | 江東高徳IC                | 강동고덕 나들목                      | ソウル都市高速5号オリンピック大路（案内：88号） ソウル特別市道3103・4239号（東南路） | 127.0          |                                                       | ソウル特別市 江東区 | ソウル特別市 江東区 |
| 23                                | 南九里IC                  | 남구리 나들목                        | 九里市道1号・ ソウル都市高速4号江辺北路（案内：70号）                                | 128.4          | 南九里IC～新北IC間は南九里ICが起点                    | 京畿道 九里市       | 京畿道 九里市       |
| 1                                 | 南九里IC                  | 남구리 나들목                        | 九里市道1号・ ソウル都市高速4号江辺北路（案内：70号）                                | 0.0            | 南九里IC～新北IC間は南九里ICが起点                    | 京畿道 九里市       | 京畿道 九里市       |
| 2                                 | 中浪IC                    | 중랑 나들목                          | ソウル都市高速3号北部幹線道路 （案内番号無し）                                       | 5.5            | 抱川方面は葛梅東九陵TGに 並列設置された北中浪TG経由   | ソウル特別市 中浪区 | ソウル特別市 中浪区 |
| TG                                | 葛梅東九陵TG              | 갈매 동구릉 요금소                   |                                                                                      | 8.1            | 本線料金所                                            | 京畿道              | 九里市              |
| 3                                 | 南別内IC                  | 남별내 나들목                        | 南楊州市道17号（松山路） 南楊州市道18号（徳松内閣高速化道路、東別内IC）              | 12.6           |                                                       | 京畿道              | 南楊州市            |
| SA                                | 別内SA                    | 별내 휴게소                          |                                                                                      | 14.9           | 新北方面                                              | 京畿道              | 南楊州市            |
| 4                                 | 東議政府IC                | 동의정부 나들목                      | 国道43号（松山路）                                                                   | 18.9           |                                                       | 京畿道              | 議政府市            |
| SA                                | 議政府SA                  | 의정부 휴게소                        |                                                                                      | 20.6           | 世宗方面                                              | 京畿道              | 議政府市            |
| 5                                 | 民楽IC                    | 민락 나들목                          | 民楽路 国道3号（新平和路）                                                           | 22.2           |                                                       | 京畿道              | 議政府市            |
| 6                                 | 蘇屹IC                    | 소흘 나들목                          | 国道43号（護国路）                                                                   | 27.7           |                                                       | 京畿道              | 抱川市              |
| 7                                 | 蘇屹JCT                   | 소흘 분기점                          | 高速国道400号首都圏第二循環線                                                        | 30.5           |                                                       | 京畿道              | 抱川市              |
| 8                                 | 先壇IC                    | 선단 나들목                          | 国道43号（護国路） 三六四路（旧・地方道364号）                                       | 34.8           |                                                       | 京畿道              | 抱川市              |
| 9                                 | 抱川IC                    | 포천 나들목                          | 国道87号（抱川路）                                                                   | 40.3           |                                                       | 京畿道              | 抱川市              |
| TG                                | 新北TG                    | 신북 요금소                          | 半月山城路                                                                           | 43.3           | 世宗方面のランプあり                                  | 京畿道              | 抱川市              |
| 10                                | 新北IC                    | 신북 나들목                          | 国道43号（護国路）                                                                   | 44.6           |                                                       | 京畿道              | 抱川市              |
| 国道43号（護国路） 永北・鉄原方面 |                           |                                      |                                                                                      |                |                                                       |                     |                     |